# Farmaci antiprotozoari
I farmaci antiprotozoari è una classe di farmaci antimicrobici usati nel trattamento delle infezioni da protozoi.
I protozoi hanno poco in comune con altri organismi (per esempio, con l'Entamoeba histolytica, che è un organismo eucariote unikont, è meno strettamente legata alla Naegleria fowleri, che è un organismo eucariote Bikont, che all'Homo sapiens, che appartiene al gruppo filogenetico unikont) e così agenti efficaci contro un agente patogeno potrebbero non essere efficaci contro un altro.
Essi possono essere raggruppati per meccanismo o per organismo. Pubblicazioni recenti hanno anche proposto l'uso di virus (biologia) per il trattamento di infezioni causate da protozoi.

## Alcuni farmaci
Eflornitina, furazolidone, melarsoprol, metronidazolo, ornidazolo, paromomicina, pirimetamina, tinidazolo.